# Coptops europae
Coptops europae là một loài bọ cánh cứng trong họ Cerambycidae.